# アンドレイ・ルブリョフ (映画)
『アンドレイ・ルブリョフ』（Андрей Рублёв）は、1966年のソビエト連邦の映画である。監督は、アンドレイ・タルコフスキー、脚本は、アンドレイ・コンチャロフスキーとアンドレイ・タルコフスキーがつとめた。出演は、アナトリー・ソロニーツィン、イワン・ラピコフ、ニコライ・グリニコ、ニコライ・セルゲーエフ、ニコライ・ブルリャーエフ、イルマ・ラウシュなど。15世紀初頭のモスクワ大公国を舞台に、イコン画家アンドレイ・ルブリョフを描いた歴史映画である。
本作が製作された当時のソビエト連邦の映画は、完成するとまずスタジオの審査にかけられ、さらに国家検閲を経てから一般上映されるしくみになっていた。1966年12月6日に完成しモスクワで上映・審査されたが、検閲で歴史的解釈や暴力的描写が批判されて、ただちに一般公開が許可されず、のちに作品の一部をカットして検閲を通過したものが、1971年にソビエト連邦内で一般公開された。
また、1969年、ソビエト連邦での一般公開が許可されていないうちに第22回カンヌ国際映画祭に出品されて、当年の国際映画批評家連盟賞を受賞した。

## あらすじ
本作の舞台は、15世紀初頭のモスクワ大公国である。タタール襲来とルーシ諸公の内乱が続いた動乱期を背景に、ロシアの最も優れたイコン画家アンドレイ・ルブリョフの苦悩と模索を描いた。ルブリョフの生涯をたんにたどるのでなく、その生涯に関する挿話や、中世ロシアの史実を下敷きにした挿話を織りまぜた8つの章と「プロローグ」、「エピローグ」をあわせた全10章を叙述することで物語は進む。「プロローグ」と「エピローグ」を除く8つの章はそれぞれ題名が付けられて年代順に並べられている。また、「プロローグ」から「最後の審判 1408年 夏」が第1部、「襲来 1408年」から「エピローグ」が第2部の2部構成になっており、日本公開時は第1部に「動乱そして沈黙」、第2部に「試練そして復活」と独自の邦題がくわえられた。

### 第1部 動乱そして沈黙

#### プロローグ
熱気球の打上げ準備をする人々と、それを邪魔しようとする人々が入り乱れるなか、気球から垂れたロープに吊るされるような格好で、イエフィム（ニコライ・グラズコフ）が聖堂の屋上から離陸する。イエフィムは、地上にいる人々を見おろしながら高く舞い上がってゆくが、やがて高度を下げて墜落する。墜落後、沼のかたわらで寝そべる馬が映し出される。

#### 旅芸人 1400年
アンドレイ・ルブリョフ（アナトリー・ソロニーツィン）、ダニール（ニコライ・グリニコ）、キリール（イワン・ラピコフ）の3人の画僧は、長年暮らしたザゴルスクのトローイッツェ・セルギエフ修道院を出て、新天地モスクワを目指していた。一行は道中で大雨を避けるため、通りがかりの小屋に入る。小屋では村人たちが、みじめな貴族のことを笑いの種にしたスコモローフ （ロラン・ブイコフ）の歌と踊りを楽しんでいたが、まもなく兵士たちが乗り込んできてスコモローフを連行する。

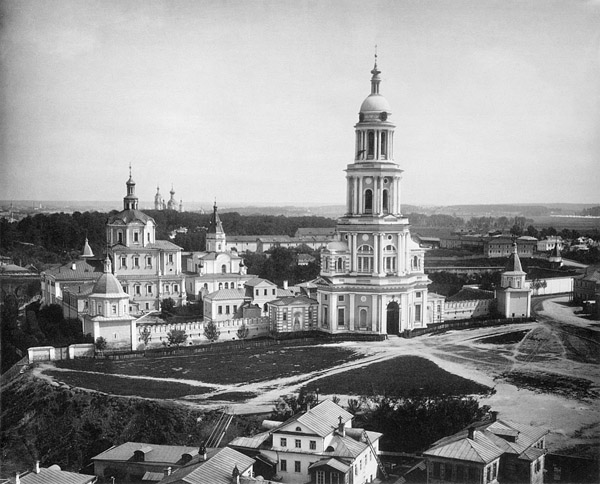
モスクワのアンドロニコフ修道院

#### フェオファン 1405年
ルブリョフたちは、モスクワのアンドロニコフ修道院で新しい生活を始めた。ある日、キリールは著名なイコン画家フェオファン・グレク（ニコライ・セルゲーエフ）の工房を訪れて、フェオファンから助手になることの勧誘を受ける。しかしキリールは断り、フェオファン自らアンドロニコフ修道院に赴いて、キリールを助手として雇うことを願い出てくれるのであれば受けたいと答える。後日、フェオファンの使者がアンドロニコフ修道院にやってくるが、このときの目当てはルブリョフだった。使者はルブリョフに対して、フェオファンが助手として来てほしいそうだと伝えると、ルブリョフは即座に受諾する。これを聞いたキリールは嫉妬と深い怒りにかられ、修道院での生活を捨てて還俗する。

#### アンドレイの苦悩 1406年
フェオファンとルブリョフが、それぞれの信仰を語り、イコンの在り方について議論をたたかわせている。ロシア人民の無知は彼ら自身の愚かさのせいだ、人民の神に対する恐れがなければ信仰は成り立たないと主張するフェオファン。一方のルブリョフは、人民はたしかに無知だが、いたずらに怖がらせるのではなく、未来への希望に目覚めさせるイコンを描くべきではないかと主張する。そして、映像はキリストの磔刑を再現する場面に変わり、ルブリョフの語りが重なる。

#### 祭日 1408年
ルブリョフたちの乗ったボートが川岸につく。その日の夜、ルブリョフは、笑い、叫び、嬌声をあげながら色欲の儀式をあげていた全裸の異教徒たちに出くわす。あやしい光景に心を引かれて集団に近づいていくが、異教徒に捕らえられてはりつけ台に縛られる。そこへ1枚の毛皮を羽織っただけの異教徒の女（ネリー・スネギナ）がやってくる。女は毛皮を脱ぎ、縛られたルブリョフと口づけをかわす。翌朝、ルブリョフたちがボートを出して川を進むころ、岸のうえでは兵士たちが異教徒狩りをしていた。昨晩の女は川に逃げ込み、ルブリョフたちの乗るボートのそばを泳ぎ去って行く。

#### 最後の審判 1408年 夏
ルブリョフとダニールは、大公（ユーリ・ナザロフ）の命令を受けて、ウラジーミルのウスペンスキー大聖堂の壁画を制作していた。しかし、ルブリョフは絵に悩んで仕事が進まない。ともに聖堂で働いていた彫刻家たちは、大公の側近ステパン（ニコライ・グラッベ）のことが気にいらず、大公と反目する大公の弟（ユーリ・ナザロフ、大公と2役）のもとで仕事すると言って聖堂を出て行くが、ステパンに襲われて仕事などできないよう目をえぐられてしまう。このとき、ルブリョフたちがいた聖堂に佯狂の女（イルマ・ラウシュ）が迷い込んでくる。聖堂のなかをさまよう女の姿を見ていたルブリョフは、壁画の新しい発想が浮かび歓喜する。

### 第2部 試練そして復活

#### 襲来 1408年
大公の留守を狙って、大公の弟とタタール兵の連合軍がウラジーミルを襲撃する。兵士たちは男の胸を切り裂き、女をさらい、牛に火を放つなど市中で大虐殺を繰り広げる。ルブリョフや佯狂の女、大勢の市民が逃げ込んだ聖堂にも騎兵たちがなだれ込み、混乱をきわめる聖堂のなかで、兵士のひとりが佯狂の女を強姦しようとする。それを止めようとしたルブリョフは兵士を殺してしまう。殺人を犯したルブリョフは、罪を償うために絵筆を折り、沈黙の誓いを立てることを決意する。

#### 沈黙 1412年
ルブリョフは佯狂の女を連れて、ふたたびアンドロニコフ修道院に身を寄せていた。ルブリョフは絵を描かず、沈黙の行を続けている。そこへキリールが姿を見せて、ふたたび修道院に居させてほしいと院長に請う。院長はキリールに対して、ここに残りたければ聖書を15回書き写せと言う。さらに後日、タタール兵たちが修道院にやってきて、兵士のひとりが佯狂の女を娶ってやると言って連れ去ってゆく。

#### 鐘 1423年
鋳物師の息子ボリースカ（ニコライ・ブルリャーエフ）は、大公から鐘づくりを命じられる。ボリースカは大勢の職人と資材を使って鐘をつくりあげる。
キリールは、沈黙の行を続けるルブリョフに対して、かつてはルブリョフの才能を妬んでいたことや、ルブリョフが絵を捨てたと知ったときは憂さがはれたことなど告白をはじめる。さらに、このままイコン画家としての天分を寝かせておいてはいけない、絵をふたたび描くべきだと熱心に勧める。

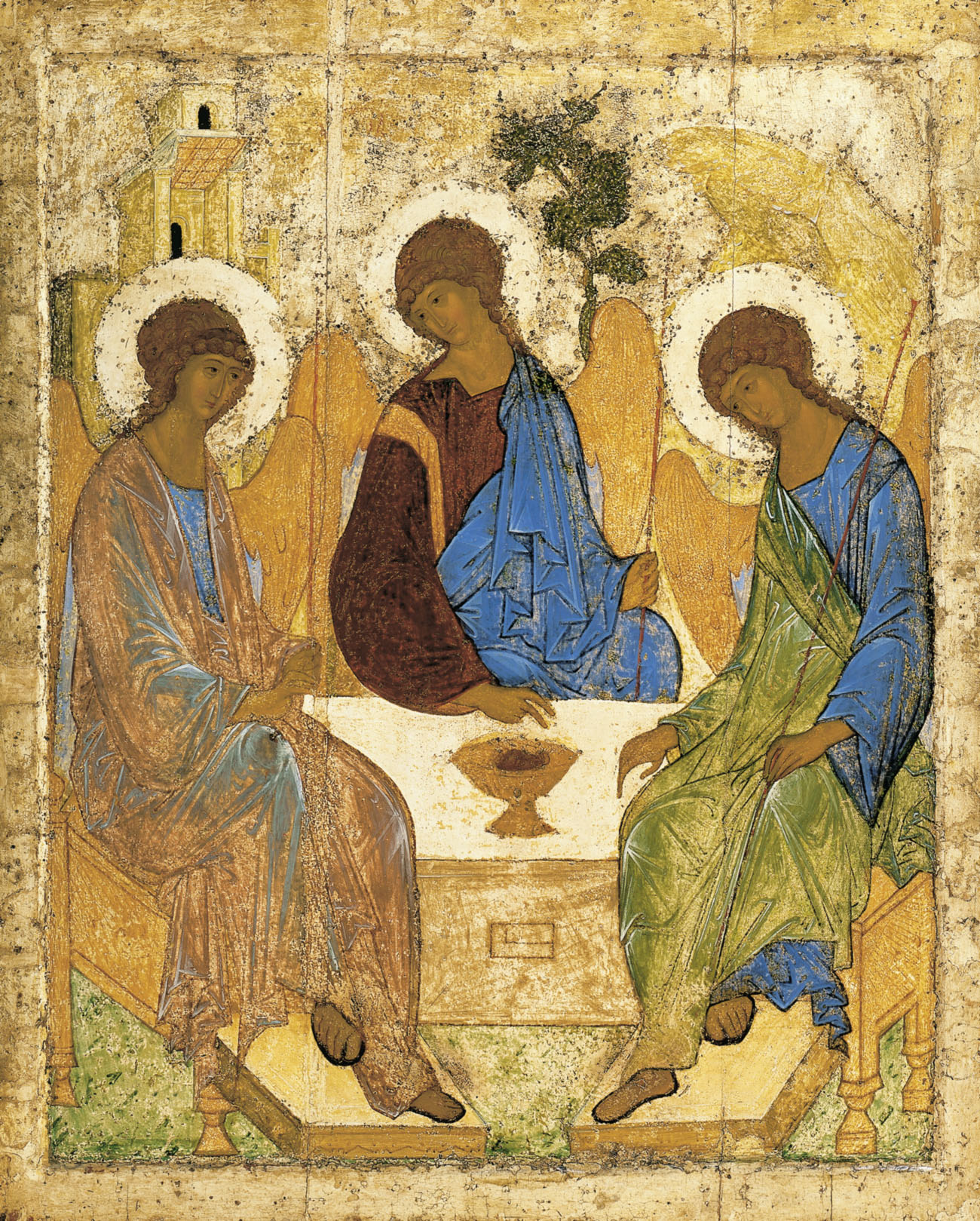
『至聖三者』アンドレイ・ルブリョフ（1411年または1422-1427年）

一方、 ボリースカの作った鐘の公開式には大勢の市民が集まる。そのなかにはルブリョフ、佯狂の女が混じり、また大公とその側近たちや外国大使らも臨席していた。そして鐘が鳴り、鳴り続ける鐘の音を聞いたボリースカは力尽きて地面に倒れこむ。そこにルブリョフが現れて、ボリースカを抱きかかえる。ルブリョフは沈黙の誓いを破り、「お前は鐘をつくり、私はイコンを描く。ともにトローイッツェ・セルギエフ修道院に行こう」とボリースカに言う。

#### エピローグ
ここまでの映像はすべてモノクロームだが、エピローグのみカラーとなって、ルブリョフの描いたイコンが次々と映し出される。映し出されるイコンは、『栄光の玉座の救世主』、『十二使徒』、『受胎告知』、『十二使徒』、『エルサレム入城』、『降誕』、『栄光の玉座の救世主』、『キリストの変容』、『ラザロの復活』、『受胎告知』、『ラザロの復活』、『降誕』、『至聖三者』、『大天使ミカエル』、『使徒パウロ』、『救世主』の順に、その細部または全体が映し出される。そしてラストシーンへとクロスフェードして、雷雨のなか、川辺にたたずむ4頭の馬が映し出されて幕を閉じる。

## 製作
1961年、『僕の村は戦場だった』で長編映画の初監督をつとめていたアンドレイ・タルコフスキーは、その製作中にイコン画家アンドレイ・ルブリョフにかんする映画の企画書を映画スタジオのモスフィルムに持ち込んだ。1962年2月に脚本執筆の契約を結び、タルコフスキーと脚本の共同執筆者アンドレイ・コンチャロフスキーは、映画の舞台となる中世史や当時の芸術文化にかんする書籍や記録をくわしく調査しながら、同年12月に第一稿を完成させた。その後、2回の改稿を経て、1963年12月に脚本の最終稿がモスフィルムに承認されたのち、1964年4月にはソビエト連邦における映画全般の管理を担っていた中央行政機関ゴスキノでも脚本が承認されて、映画製作が始まった。また、時期を同じくして映画雑誌『映画芸術』4月号と5月号に脚本の最終稿が連載されて、歴史家、映画研究家や一般読者らによって社会政治的側面、歴史的側面から広く議論がなされた。
そもそも、ルブリョフの生涯の映画化は、映画俳優ワシーリー・リヴァーノフの構想から始まったものだった。リヴァーノフは、タルコフキーとコンチャロフスキーと3人でモスクワ郊外の森を散策中にルブリョフの脚本をともに書くことを提案したが、タルコフスキーとコンチャロフスキーは、リヴァーノフがほかの映画に出演中に2人で脚本を執筆し始めた。ルブリョフを題材に選んだ理由は、ロシア文化史上、第一級の人物のひとりであったからである。しかし、タルコフスキーは、ルブリョフの伝記映画や歴史映画にするつもりはなく、それよりむしろルブリョフの生きた時代と、芸術家の人格形成との関連性を表現することに興味を持ち、ルブリョフが芸術家として成熟していく過程を描こうとした。

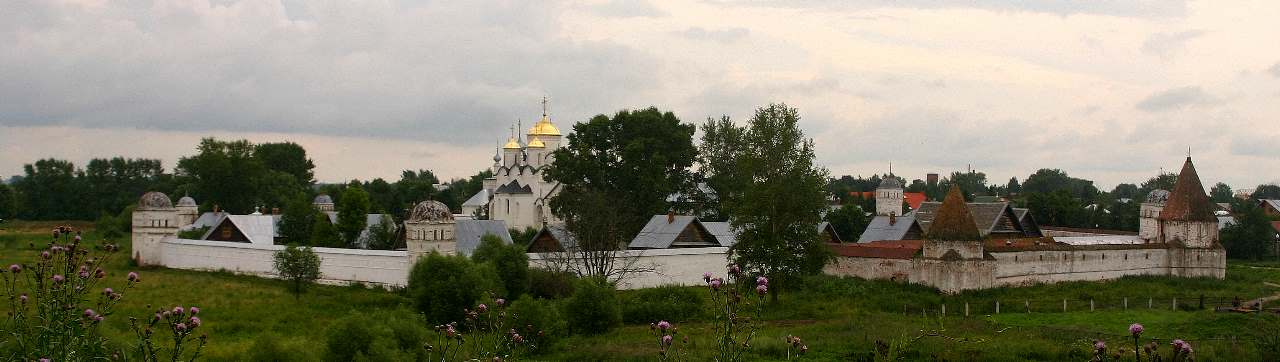
「鐘 1423年」の章の撮影を行ったスーズダリのポクロフスキー聖堂

そして、主役のルブリョフ役には、スヴェルドロフスクの無名の舞台俳優だったアナトリー・ソロニーツィンを選んだ。映画雑誌『映画芸術』に掲載された脚本を読んだソロニーツィンは、ルブリョフの役にほれ込み、自費でモスクワへ行ってタルコフスキーに会い、「この役を自分以上に演じられるものは誰一人としていない」と断言した。それは、タルコフスキーも同感で「自分のいだくアンドレイ・ルブリョーフにもっとも近いものを見出した」が、モスフィルムが起用に反対した。どうしても起用したいタルコフスキーは、古美術の専門家や修復家からも意見を聞き、ソロニーツィンが適役であるとおおくの専門家から助言を受けたことで自信を深めて起用を決めた。
撮影は、脚本が承認されてから1年が経った1965年4月14日に、スーズダリで始まった。スーズダリでは、ポクロフスキー聖堂を使って「鐘 1423年」の章の撮影を行い、それ以降はネルリ川や、ウラジーミル、プスコフ、イズボルスク、ペチョールィの史跡を使ったロケーション撮影が行われた。また、当初の撮影予算は160万ルーブルだったが、数次にわたって予算が削減されて90万ルーブルにまで減額された。予算の削減に伴って、クリコヴォの戦いを描く合戦シーン、大公の弟が白鳥狩りをするシーンや、タタール兵と佯狂の女との間にできた子どもの出産を農民が手伝うシーンといった脚本にあるいくつものシーンを削除した。製作は1965年11月から1966年4月まで豪雪によって撮影を中断したが、全体としては順調に進み、撮影開始からおよそ1年のあいだに作品が完成した。

### スタッフ
- 監督：アンドレイ・タルコフスキー
- 脚本：アンドレイ・コンチャロフスキー、アンドレイ・タルコフスキー
- 撮影：ワジーム・ユーソフ
- 美術：エフゲーニイ・チェルニャーエフ
- プロダクションデザイン：エフゲーニー・チェルニアエフ、イッポリト・ノボジェレシキン、セルゲイ・ボロンコフ
- 衣装：リディア・ノヴィ、マヤ・アバル＝バラノフスカヤ
- 編集：リュドミラ・フェイギーノワ、オルガ・シェフクネンコ、タチアナ・エゴリチェワ
- 録音：インナ・ゼレンツォワ
- 特殊効果：パベル・サフォーノフ
- 音楽：ビャチェスラフ・オフチンニコフ
- 演奏：国立映画フィルハーモニー管弦楽団
- 製作：タマーラ・オゴロドニコヴァ[注 1]

## 封切り

### 完成から一般公開まで
本作の第1版は、1966年7月に完成した。このときの題名は『アンドレイの受難』（Страсти по Андрею）となっており、上映時間は205分であった。しかし、中央行政機関ゴスキノの検閲で歴史的解釈が批判されたほか、上映時間を短縮することや暴力的描写、ヌードシーンの削除が要求されて、ただちに一般上映が許可されなかった。批判を受けた具体的な内容は、「襲来 1408年」の章において、民衆はタタール軍に蹂躙、虐殺されて一方的に打ちひしがれる描かれ方をしているが、ロシア人民はもっと勇敢にもっと英雄的にタタールと戦い続けた、という歴史的解釈の異論があったほか、暴力的描写は「最後の審判 1408年 夏」の章で彫刻家らの目をえぐる場面など、ヌードシーンは「祭日 1408年」の章の異教徒らの儀式の場面などが議論の的となった。監督のアンドレイ・タルコフスキーは、そういったゴスキノの要求に段階的に従い、元の205分版を数次にわたってカットと編集を重ねて186分版まで短縮して、題名を『アンドレイ・ルブリョフ』と改題した。

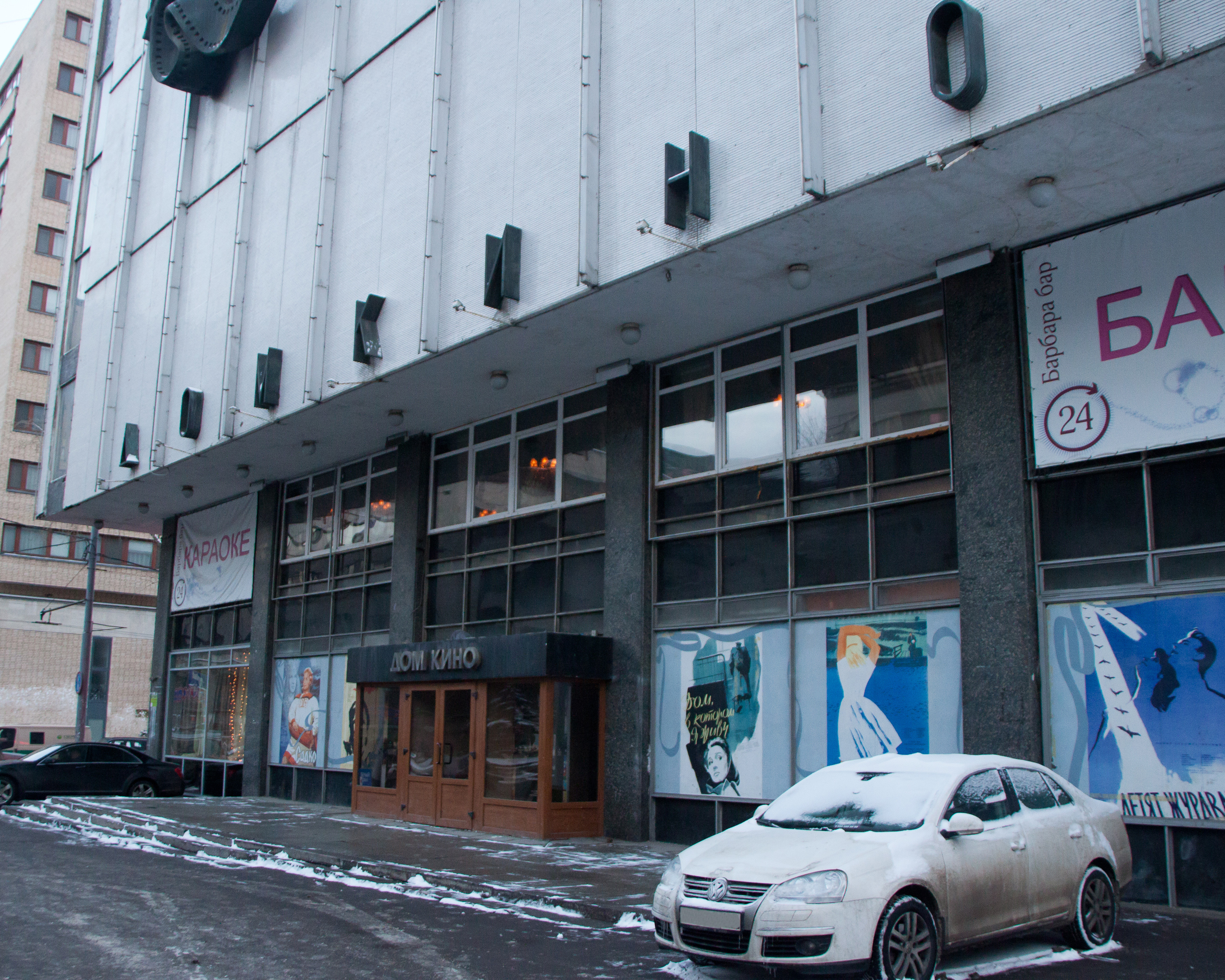
モスクワのドムキノ

ソビエト連邦内での一般上映がゴスキノによって差し止められていた間、モスクワのドムキノでは映画専門家を対象に限定的に公開しており、高い評価を受けていた。その評判はソビエト連邦に留まらず、多くの国外の映画専門家にも及んでいた。1967年にフランスのカンヌ国際映画祭で、十月革命から50年経ったことを機にソビエト映画史を振り返るイベントが開かれて本作が招待されたが、まだ未完成の作品という理由からソビエト連邦当局が出品を断った。その後もカンヌ国際映画祭の総代表ロベール・ファーブル＝ル＝ブレは、ソビエト連邦当局と交渉を続けて、1969年の第22回カンヌ国際映画祭に出品されることとなったものの、ソビエト連邦内で一般公開されないことに対する抗議として、パルム・ドールや審査員特別グランプリの選考対象とならないコンペティション外での招待出品作として扱われ、さらに上映されたのは映画祭最終日の午前4時に1回だけであった。
こうした国外での評価にくわえて、映画監督グリゴーリ・コージンツェフ、作曲家ドミートリイ・ショスタコーヴィチ、映画雑誌『映画芸術』の編集者らをはじめとするタルコフスキー作品の国内の支持者が、ソビエト連邦での一般公開に向けて尽力していた。タルコフスキーと妻ラリーサ・タルコフスカヤも、一般公開を支援してもらえるよう、影響力を持つ大勢の人物に対して手紙を送り続けており、ラリーサは映画を携えてソビエト連邦閣僚会議議長アレクセイ・コスイギンと面会もした。そして、1971年にゴスキノは186分版の一般公開を承認して、12月24日にソビエト連邦内で一般公開を開始した。公開期間中、フィルムは277本プリントされて、298万人の観客を動員したが、このプリント数は当時の他作品と比較すると非常に少ない。需給関係が釣り合っておらず、タルコフスキーは公開当時の日記に「新聞は『ルブリョフ』が上映中だということについて、何も触れていない。町には、ポスター一枚ない。それなのに映画のチケットは入手不可能な状態だ。映画に感動したさまざまな人が、感謝の電話をかけてくる。」と記している。こうして一般公開を認められていなかった作品がのちに公開を承認された理由のひとつは、創造的な知識人達への恐れが当局にあったためと考えられる。タルコフスキーは、一般公開された186分版を最終版と位置づけて、186分版は「最高かつ大成功したもの」であり、編集やカットをしたことによって「映画の主題の変質もなかった」と述べた。

### 短縮版と完全版
186分版の原版と異なるものとして、205分版の完全版や、さらにカットした短縮版など数多くのバージョンが存在する。劇場で公開されたさいの上映時間は国や地域によって様々で、1973年に北米で公開された版は原版から20分ほど短縮した165分版であり、イギリスではさらに短い145分版、日本では原版をわずかに短縮した182分版が1974年12月7日に公開された。また、1973年にソビエト連邦でテレビ放映されたものは、おもに「襲来 1408年」や「祭日 1408年」の場面がカットされた上映時間101分の版で、ソビエト連邦が完全にカラーテレビへと移行していないといった理由から、ルブリョフのイコンが映し出される「エピローグ」の章がカラーではなくモノクロで放映された。その後、1987年にもソビエト連邦でテレビ放映されたが、このときすでにカラーテレビへ移行していたにもかかわらずエピローグはモノクロのままであった。そのほかの版として、映画の冒頭にルブリョフの生涯と歴史的背景にかんする簡単な説明文がつけ加えられた版もある。
また、205分版の完全版は、劇場での公開がされなかったものの、1990年代以降にアメリカ合衆国の映像ソフト会社クライテリオン・コレクションがレーザーディスクやDVDで販売したことにより、その全体像が明らかになった。それまで日の目を見ることがなかった完全版の出どころについて、タルコフスキーの妹マリーナ・タルコフスカヤは、映画を編集したスタッフのひとりだったリュドミラ・フェイギーノワが205分版のプリントをひそかに自身のベッドの下に保管しつづけていたと述べた。一方、完全版を販売したクライテリオン・コレクションの製作者マーク・ランスは、映画監督マーティン・スコセッシがロシア訪問のさいに入手したプリントをもとにソフト化したものだと述べた。

## 作品の評価

### 批評
映画批評家ロスチスラフ・ユレーネフは、本作を「映画の構成は複雑で、時には冗長に感じられる。すべての人間像を、俳優が見事に描き出しているとは言えない。しかし、これすべての欠点といえども、個性と才能にあふれた作家により作られた、この特異で詩的な映画のきわめて高い評価を変えさせることはできない」と評した。構成の複雑さや冗長については、映画監督でアンドレイ・タルコフスキーの国立映画大学時代の師であるミハイル・ロンムも「全体としては、どうもまとまりに欠けている」と評しており、これは作品に含まれているおおくの主題、たとえば、「破壊に対する創造と再創造の勝利」と「魂の亡びに対する贖いの勝利」、「人間と神、人間と自然、芸術家と大衆、芸術家と芸術の形、ロシアと物理的・神秘的要素としての国土、そのそれぞれの関係」が各章を通じて漸進的に叙述されていることに起因する。さらには、回想や幻想と現実の場面がそれぞれ明確にわけられておらず、それに伴って場所が不明な場面もおおく描かれることも構成を複雑にしている要因のひとつである。しかしながらその一方で、文筆家若菜薫は、映画の持つ構成の複雑さを「時間の重層性、多層性」、また冗長さを「通時的に展開する緩慢な時間の流れ」と表現して、「この映画の時間の重層性、多層性は二つの時間の流れによってもたらされている」「ひとつは、通時的に展開する緩慢な時間の流れであり、もうひとつは、現在と過去、現実と幻覚の交錯による急激な時間の流れである」「この作品の映像の持続を支配するのは、二つの時間のポリフォニーなのだ」と考察した。また、俳優の力不足については、その一部をタルコフスキー自身が認めていた。タルコフスキーは、配役にあたって「表立った才能とか、そういうものに私たちは注目しません」と述べながらも、作中で少年ボリースカを演じたニコライ・ブルリャーエフや、画僧キリールを演じたイワン・ラピコフの演技に満足してなかった。
タルコフスキーとアンドレイ・ルブリョフの相似についての批評も多くなされた。その背景には、タルコフスキーがルブリョフの伝記映画や歴史映画にするつもりがなかったことや、さらにルブリョフの生涯を記録した確かな資料が少なく、不明な点もおおいため、ルブリョフの人となりを描くことには伝記に縛られない自由さがあったことが挙げられる。本作のなかのルブリョフは、新しい世代の人文主義的な芸術家として描かれ、モノローグが自由さや抑圧からの解放を示唆していること、少年ボリースカの鐘づくりの描写など、本作は芸術家としての創造性にかんすることが作品の基調となっている。そこに描かれた社会と芸術家との関わりかたについて、芸術歴史家ミハイル・アルパートフは、「映画制作者は、ルブリョーフと見せかけて創造の苦しみを味わう新時代の画家を演出している」と評して、映画批評家佐藤忠男は「タルコフスキーは、この映画でたんに中世の圧政と悲惨さを描いているのではなく、彼自身が生きた現代ソビエトの圧政をそれにだぶらせて描いているのであると思う。そしていつの日か、圧政を見つづけた眼がルブリョフのイコンのような慈愛に充ちた芸術作品を生み出す力になることを念じているのである」と評した。ただ、その一方で映画批評家ジャン＝ミシェル・フロドンは、「主人公アンドレイ・ルブリョフと、20世紀のソ連映画監督アンドレイ・タルコフスキーの類似点を描き出すことがゴールではない」とも述べている。

### 受賞歴
1969年から1973年にかけて、フランスとフィンランドで映画賞を受賞した。ひとつは、1969年に第22回カンヌ国際映画祭に出品したときのものである。このとき、ソビエト連邦でまだ一般公開が許可されておらず、公開を許可しないソビエト連邦当局に対する抗議として、パルム・ドールや審査員特別グランプリの選考対象とならないコンペティション外での招待出品となった。しかしながら、本作は観客の高い評価を得て、国際映画批評家連盟賞を受賞した。また、このときのカンヌ国際映画祭は、出品作を選ぶ主導権が出品国の映画関係機関にあったが、1972年以降の回からそれが映画祭当局に移ることとなり、本作の出品と受賞をめぐる一件は、そうした未来へのひとつの序章となった。さらに、1971年にフランスのフランス映画批評家協会の最優秀外国映画賞、1973年にフィンランドのユッシ賞で最優秀外国映画賞を受賞したほか、個人では1970年にイルマ・ラウシュが、フランスのエトワール・ドゥ・クリスタル賞の最優秀外国人女優賞を受賞した。

### その他
歴代映画作品のなかから傑作を選び、順位づけるといった映画選は、世界各国のさまざまな団体で実施されている。イギリスの新聞ガーディアンとオブザーバーの映画批評家からの投票による「Greatest Films of All Time（史上最高の映画）」として、1位が『チャイナタウン』、2位タイで本作と『サイコ』が選ばれたほか、イギリスの映画雑誌エンパイアにおいて、「The 100 Best Films Of World Cinema（世界の名画100選）」の87位に選ばれた。そのほか、トロント国際映画祭が「The Essential 100（エッセンシャル100）」を発表して、本作が87位に選ばれた。